# Christian Andreas Zipser
Christian Andreas Zipser (slovensky Kristián Andrej; 25. listopadu 1783, Győr, Maďarsko – 20. února 1864, Banská Bystrica) byl pedagog, mineralog, geolog, vlastivědný pracovník, organizátor vědeckého života a přírodovědec – entomolog.

## Životopis
Základní školy navštěvoval v Pezinku a v Banské Bystrici, studoval na evangelických lyceích v Banské Bystrici, Banské Štiavnici, teologii v Bratislavě. Zprvu pracoval jako výpomocný učitel, později obchodní vedoucí v Brně. Od roku 1809 byl učitelem na Vyšší dívčí škole, později ředitelem (do 1859) soukromého evangelického ústavu pro výchovu a vzdělávání dívek v Banské Bystrici. Věnoval se mnoha přírodovědným a vlastivědným disciplínám, zejména geologickým a mineralogickým výzkumům. Kristián Andrej Zipser byl jedním z nejaktivnějších členů „Společnosti mineralogů“ v první polovině 19. století. Přičinil se během svého působení v Banské Bystrici o plnohodnotný mineralogický výzkum Slovenska. Sesbíral velké množství minerálů a doplňoval jimi mineralogické sbírky, čímž si získal velkou autoritu jednak doma, ale i za hranicemi. S jeho pomocí byla založena v roce 1850 Uherská geologická společnost. Sám sestavil mineralogicko-topografickou příručku, první svého druhu v Uhersku. Doplnil ji vlastními údaji z mineralogických cest po Slovensku a v zahraničí. Jako sběratel minerálů doplňoval sbírky vědeckých osobností a institucí. Jeho vlastní sbírka obsahovala přes 12 tisíc minerálů z celého světa. Na shromáždění Společnosti uherských lékařů a přírodovědců v Banské Bystrici 4. až 8. srpna 1842 referoval o geologických poměrech Zvolenské župy.
Vedle mineralogie se zabýval i numismatikou. Z etnografického hlediska zpracoval monografie Zvolenské a Turčianské stolice. K jeho zájmům patřila i paleontologie, archeologie a historie, zapojoval se i do veřejného života v Banské Bystrici. Jeho publikační činnost měla popularizační charakter, přibližoval v ní přírodní bohatství Uherska, zvláště Slovenska. Roku 1847 byl jedním z iniciátorů založení Uherské geologické společnosti, zúčastnil se i na přípravě jejích stanov. Byl členem více než 80 vědeckých společností a muzeí a nositelem několika zahraničních řádů a vyznamenání. Roku 1862 byl vyznamenán za zásluhy císařským zlatým křížem s korunou. V roce 1818 byl přijat za korespondujícího člena Ruské akademie věd v Sankt Petěrburgu.

## Entomologické aktivity
V roce 1827 zpracoval a vydal příručku, která vyšla pod názvem: „Der Badegast zu Sliatsch in Nieder Ungarn“ s podtitulem: „Ein topographisch-Medizinischer Wegweiser für Fremde“. V první kapitole této publikace věnoval dostatek místa rozsáhlému popisu přírodních poměrů Sliače, kde vedle informací o výskytu nerostů uvedl také údaje o rostlinách z okolí tohoto lázeňského města, včetně některých údajů o motýlech. Tyto jeho údaje o motýlech jsou z hlediska entomologie velmi významné, neboť přispěly k rozšíření poznatků o výskytu motýlů na území Slovenska v 19. století. V této práci je uveden seznam asi 20 druhů motýlů, které zjistil v okolí Sliač. Tyto motýli patří do sedmi čeledí: (babočkovití, otakárkovití, Lycaenidae, Noctuidae, Geometridae, Sphingida a Arctiidae). Obzvláště zajímavé jsou údaje o výskytu jasoně červenookého (Parnassius apollo Linnaeus, 1758) v této oblasti, což svědčí o tom, že v 19. století byl tento vzácný druh motýla na Slovensku podstatně více rozšířen, než je tomu dnes.

## Památky
- Náhrobní kámen na evangelickém hřbitově v Banské Bystrici
- Sbírka členských diplomů a korespondence v ŠOKA v Banské Bystrici

## Dílo
- Versuch eines topographisch-mineralogischen Handbuches von Ungern, Oedenburg 1817
- Lesebuch zum Gebrauche in Töchterschulen, Kaschau 1822
- Der Badegast zu Sliatsch in Nieder-Ungarn, Neusohl 1828
- Ueber die Statution in Ungarn, 1834
- Neusohl und dessen Umgebungen, Neusohl 1842
- Die Versammlungen ungarischer Ärzte und Naturforscher, Neusohl 1846